# Heinrich Volz
Heinrich Volz (* 8. August 1791 in Lauffen am Neckar; † 12. Juni 1879 in Berg (Stuttgart)) war ein deutscher Landwirtschaftslehrer und Direktor der Landwirtschaftlichen Akademie Hohenheim.

## Leben und Wirken
Volz war Sekretär und Registrator bei der Königlichen Hofliquidations-Kommission in Stuttgart (1816), wurde Oberrevisor bei der Königlichen Oberrechnungskammer (1817) und der Finanzkammer Ludwigsburg (1818) und schließlich Kassierer und Direktionsassistent in Hohenheim (1821).
Ab 1829 war er Lehrer der Landwirtschaft mit dem Titel eines Hofrats in Hohenheim. Im Jahr 1832 wurde er Direktor der Landwirtschaftlichen Akademie Hohenheim (Vorgängereinrichtung der Universität Hohenheim) und 1837 in den Ruhestand versetzt.
Sein beschädigter Grabstein findet sich noch im Park der Villa Berg.

## Publikationen (Auswahl)
- Das Königlich Württembergische land- und forstwirtschaftliche Institut Hohenheim (Programm für 1832, 2. Auflage 1834)